# Maria Selvaggia Borghini
Maria Selvaggia Borghini (Pisa, 7 de febrero de 1656 – ibídem, 22 de febrero de 1731) era una poetisa y traductora italiana.

## Biografía
Educata por Giovanni Farinati, director del Collegio Ricci en Pisa, Maria Selvaggia Borghini, comenzó a escribir en latín con once años. Más tarde estudió matemáticas con Alessandro Marchetti.
Traductora de Tertuliano, la loaron literatos como Lorenzo Magalotti, Salvini o Menzini . De 1688 a 1689, publicó un elogio a la granduquesa de Toscana Vittoria Della Rovere, con otros sonetos que Francesco Redi definió "nobilissimi e superbissimi". 
Formó parte de la Accademia degli Stravaganti di Pisa, afiliada luego a la Academia de la Arcadia, bajo el pseudónimo de Filotima Innia, y de la Academia galileana de ciencia, letras y artes de Padua.
Ferviente católica, se interesó también por la educación religiosa de jóvenes y fue directora espiritual, y propietaria de una villa que fue luego centro de la comunidad religiosa local.
No se casó y crio a la hija de su hermano Cosimo, Caterina, quien también fue poetisa.

## Obra

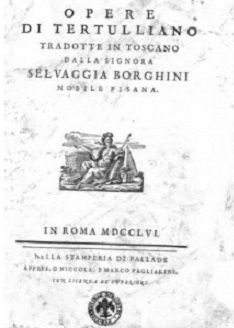
Opere di Tertulliano

- Rime della Signora Lucrezia Marinella, Veronica Gambara e Isabella della Morra, con giunta di quelle raccolte della Signora Maria Selvaggia Borghini, Napoli: Bulifon 1693
- Rime di cinquanta illustri poetesse di nuovo date in luce da Antonio Bulifon,  Napoli: Bulifon 1695
- Componimenti poetici delle più illustri rimatrici raccolti da Luisa Bergalli, Venezia, Mora 1726
- Raccolta del Recanati, Venezia 1716
- Raccolta del Redi
- Opere di Tertulliano tradotte in Toscano dalla Signora Selvaggia Borghini, Nobile Pisana, Roma, Pagliarini 1756
- Saggio di Poesia, a cura di Domenico Moreni, Firenze, Margheri 1827
- Lettera e sonetto di Maria Selvaggia Borghini finora inediti, a cura di Emilio Bianchi, Pisa, Nistri 1872
- Per le nozze del sig. cav. conte Alfredo Agostini Venerosi Della Seta patrizio pisano colla nobile donzella Teresa contessa Marcello patrizia veneta, Pisa, 1882
- Il Canzoniere di Maria Selvaggia Borghini, a cura di Agostino Agostini, Alessandro Panajia, Pisa, ETS 2001